# Ufeus plicatus
Ufeus plicatus là một loài bướm đêm trong họ Noctuidae.